# Cyrtococcum deccanense
Cyrtococcum deccanense är en gräsart som beskrevs av Norman Loftus Bor. Cyrtococcum deccanense ingår i släktet Cyrtococcum, och familjen gräs. Inga underarter finns listade i Catalogue of Life.